# Las Anod
Las Anod (en somalí, Laascaanood) es la capital administrativa de Sool. La ciudad fue parte del Estado derviche hasta 1921, cuando fue incorporada al Protectorado Somalí Británico. Posteriormente se independiza del Reino Unido el 26 de junio de 1960 uniéndose a la Somalia italiana el 1 de julio para crear la República Somalí.
Las Anod es una de las ciudades más grandes de Somalia, contando con una población estimada en 20.000 en 1990, y  60.000 en 2001.
La mayor parte de la población de esta ciudad pertenece al clan Reer Darawiish.